# Sturmgeschütz-Brigade 395
De Sturmgeschütz-Brigade 395 was tijdens de Tweede Wereldoorlog een Duitse Sturmgeschütz-eenheid van de Wehrmacht ter grootte van een afdeling, uitgerust met gemechaniseerd geschut. Deze eenheid was een zogenaamde Heerestruppe, d.w.z. niet direct toegewezen aan een divisie, maar ressorterend onder een hoger commando, zoals een legerkorps of leger.
Deze Sturmgeschütz-eenheid kwam echter nooit in actie en werd in delen gebruikt voor oprichting van andere Sturmgeschütz-eenheden.

## Krijgsgeschiedenis

### Sturmgeschütz-Brigade 395
Sturmgeschütz-Brigade 395 werd opgericht in Neiße op 1 mei 1944.

### Einde
De Sturmgeschütz-Brigade 395 werd op 17 juli 1944 opgeheven op Oefenterrein Milau in Polen. De drie batterijen werden gebruikt voor het oprichten van de Sturmgeschütz-Abteilungen 1550, 1551, 1552, 1553, 1558 en 1559, die bedoeld waren voor de nieuwe Grenadierdivisies van de 29. Welle. De beslissing tot opheffing volgde na een nieuwe aanwijzing van Generaloberst Guderian dat het aantal Sturmgeschütz-Brigades niet verder mocht worden uitgebreid.

## Samenstelling
- Staf
- 1e Batterij
- 2e Batterij
- 3e Batterij

## Commandanten
| Rang  | Naam           | Begin       | Eind         |
| ----- | -------------- | ----------- | ------------ |
| Major | Gerhard Behnke | 1 juni 1944 | 11 juli 1944 |